# Reinalt Johannes Klein
Reinalt Johannes Klein (* 22. Dezember 1958 in Konstanz) ist ein deutscher Orgelbauer.

## Leben und Werk
Reinalt Klein wuchs in einer musikalischen Familie auf und brachte sich autodidaktisch das Klavier- und Orgelspiel bei. Den Orgelbau erlernte er in den Jahren 1978 bis 1982 bei Mönch & Prachtel (Überlingen), wo er mit Claude Jaccard zusammenarbeitete und auf diese Weise den französischen Orgelbau kennen lernte. Seine Gesellenzeit verbrachte er 1982 bei Mönch & Prachtel und 1983 bei Claude Jaccard in Frankreich und 1984/1985 bei Gebr. Späth Orgelbau sowie 1985–1988 bei Harald Rapp in Ennetach. Von 1988 bis 1992 studierte er Musikwissenschaft an der Freien Universität Berlin. Seit 1993 war er als freischaffender Orgelbauer bei Bartelt Immer (Norden) und Uwe Knaak (Berlin) tätig. Sein Meisterstück 1994 war die Replik der Louis-Alexandre-Clicquot-Orgel (1734) in der Stapelmoorer Kirche. Ein Jahr später absolvierte er die Meisterprüfung. Bis 1998 war er weiterhin als freier Mitarbeiter bei verschiedenen Projekten einbezogen, besonders im Bereich der historisch orientierten Bauweise und der Intonation. Neben Orgelneubauten und Restaurierungen vertiefte er sich in Projektabläufen und Teamführungen.
Im Mai 1998 eröffnete er eine eigene Werkstatt in Leipzig, wo er sich auf Tasteninstrumente in historischer Bauweise konzentrierte. Klein war 1999–2001 als technischer Projektleiter des Göteborg Organ Art Center für den Bau der norddeutschen Barockorgel im schwedischen Örgryte (Göteborg) zuständig und leitete zusammen mit Munetaka Yokota die Metallpfeifenwerkstatt. Zudem wirkte er an der Intonation mit. Ende 2008 bezog Klein die ehemalige (entwidmete) St. Lazarus-Kapelle im Westen Lübecks nahe Stockelsdorf, in die er eine Orgelwerkstatt einbaute. Von 2007 bis 2011 arbeitete er im Bereich des historischen Metallpfeifenbaus mit Amadeus Junker (Meinersen) zusammen.
Die Metallpfeifen werden durch Klein nach historischen Vorbildern gefertigt, das Orgelmetall auf Sand oder Lehm gegossen und mit der Hand gehobelt und alles in Eigenarbeit ohne Zulieferungen produziert. Ausschließlich kommen mechanische Trakturen zum Einsatz. Klein untersuchte den historischen Pfeifenbestand der Orgel in Kappeln und verglich die Mensuren und Inskriptionen mit der Scherer-Orgel von St. Nicolai in Mölln. Der Befund ergab, dass acht Register ganz oder teilweise aus dem 16. Jahrhundert von Jacob Scherer und dessen Schwiegersohn Dirk Hoyer stammen. Aus stilistischen Gründen wurden diese Renaissancepfeifen aus Kappeln nicht, wie ursprünglich vorgesehen, integriert, da sich Kleins größter Neubau am spätbarocken Klang des 18. Jahrhunderts orientierte.

## Werkliste
Die Größe der Instrumente wird in der fünften Spalte durch die Anzahl der Manuale und die Anzahl der klingenden Register in der sechsten Spalte angezeigt. Ein großes „P“ steht für ein selbstständiges Pedal, ein kleines „p“ für ein angehängtes Pedal.
| Jahr      | Ort                    | Gebäude                             | Bild | Manuale | Register | Anmerkungen |
| --------- | ---------------------- | ----------------------------------- | ---- | ------- | -------- | --- |
| 1987      | Lübeck                 | Privatbesitz R. J. Klein            |      | I       | 3        | Prozessionsorgel |
| 1993      | Veenhusen              | Veenhuser Kirche                    |      | I/p     | 8        | zusammen mit Bartelt Immer und Uwe Knaak Restaurierung der Orgel von Johann Gottfried Rohlfs (1801–1802) |
| 1994      | Stapelmoor             | Stapelmoorer Kirche                 |      | III/P   | 23       | zusammen mit Bartelt Immer und Claude Jaccard Replik der Louis-Alexandre-Clicquot-Orgel (1734), Prospekt von Eike Schulte (1848) erhalten → Orgel |
| 1999–2000 | Göteborg               | Örgryte Nya Kyrka                   |      | IV/P    | 54       | Mitarbeit beim Metallpfeifenbau und Vorintonation der norddeutschen Barockorgel von Munetaka Yokota, Mats Arvidsson und Henk van Eeken |
| 2002      | Bremen-Walle           | Waller Kirche                       |      | II/P    | 26       | Mitarbeit im Pfeifenbau und der Intonation des Neubaus von Winold van der Putten, Orgel im norddeutsch-niederländischen Stil des 17. Jahrhunderts |
| 2003      | Marjoß                 | Ev. Kirche                          |      | I/P     | 7        | Restaurierung der Orgel von Ratzmann (1887) |
| 2004      | Lübeck                 | Haus Walter                         |      | I/P     | 9        | Restaurierung einer Salonorgel von Kemper (um 1935) |
| 2005      | Pellworm               | Alte Kirche                         |      | II/P    | 24       | Überholung der Orgel von Arp Schnitger (1710–1711) → Orgel der Alten Kirche (Pellworm) |
| 2006      | Berlin-Spandau         | Jeremia-Kirche                      |      | II/P    | 16       | Sanierung der Walcker-Orgel (1966) |
| 2006      | Lübeck                 | Jakobikirche (Kleine Orgel)         |      | III/P   | 31       | Reinigung und Reintonation der Orgel von Friedrich Stellwagen (1637) → Orgel |
| 2006      | Schleswig              | Ansgarkirche                        |      | II/P    | 18       | Sanierung der Orgel von Rieger (1991) |
| 2007      | Struxdorf              | St.-Georgs-Kirche                   |      | I/P     | 9        | Sanierung der Orgel von Marcussen & Søn (1876) |
| 2007–2008 | Weener                 | Organeum                            |      | I       | 5        | Restaurierung der Kabinettorgel von Ibe Peters Iben (1790) |
| 2008      | Celle                  | Reformierte Kirche                  |      | II/P    | 14       | Restaurierung der Orgel von Christian Vater (1744)/Eduard Meyer (1849) |
| 2008      | Preetz                 | Stadtkirche Preetz, Kleine Kirche   |      | I/P     | 7        | Restaurierung und Rekonstruktion |
| 2009      | Sülfeld                | Ev.-luth. Kirche                    |      | II/P    | 14       | Sanierung der Orgel von Kemper (1970) |
| 2009      | Albersdorf (Holstein)  | St. Remigius                        |      | II/P    | 21       | Sanierung der Orgel von Marcussen & Søn (1891)/Kemper (1966) |
| 2009      | Glückstadt             | Stadtkirche Glückstadt              |      | III/P   | 30       | Sanierung der Orgel von Kemper (1962) |
| 2009      | Schönkirchen           | Marienkirche                        |      | II/P    | 23       | Sanierung der Orgel von Detlef Kleuker (1968) |
| 2010      | Behlendorf             | Dorfkirche Behlendorf               |      | I/p     | 7        | Sanierung der Orgel von Johann Friedrich Schulze (1868) |
| 2010      | Lübeck                 | Johanneum zu Lübeck                 |      | II/p    | 15       | Neubau, 4 Pedalregister aus dem Hauptwerk mit Wechselschleifen |
| 2010      | Groß Grönau            | St. Willehad                        |      | II/P    | 18       | Sanierung und Neuintonation der Orgel von Klaus Becker (1968) hinter Prospekt von 1689 |
| 2011–2012 | Petersdorf auf Fehmarn | St.-Johannis-Kirche                 |      | III/P   | 30       | Sanierung und Neuintonation der Orgel von Marcussen & Søn (1858)/Neuthor (1976) |
| 2012      | Gundorf                | Kirche Gundorf                      |      | II/P    | 13       | Sanierung der Kohl-Orgel (1873) |
| 2012      | Lübeck                 | Jakobikirche                        |      | II/P    | 15       | Sanierung der Hausorgel Hugo Distlers von Paul Ott (1938) |
| 2013      | Braunschweig           | Brüdernkirche                       |      | I       | 6        | Sanierung der Kabinettorgel von Ibe Peters Iben (1789) |
| 2011–2014 | Kappeln                | St. Nikolai                         |      | II/P    | 40       | Neubau hinter Prospekt von 1793 unter Einbeziehung von 4 Registern des 18. Jahrhunderts; nicht verwendet wurden 8 Register von Jacob Scherer und seinem Schwiegersohn Dirk Hoyer |
| 2014      | List auf Sylt          | St. Jürgen                          |      | II/P    | 15       | Sanierung der Orgel von Dieter Bensmann (2001–2002) |
| 2014      | Herrnburg              | Dorfkirche Herrnburg                |      | II/P    | 10       | Restaurierung der Orgel von Friedrich Albert Mehmel (1884) |
| 2014      | Lübeck                 | St. Stephanus (Karlshof)            |      | II/P    | 17       | Sanierung der Orgel von W. Sauer Orgelbau Frankfurt (Oder) (1968) |
| 2014–2015 | Ruchow                 | Dorfkirche Ruchow                   |      | I/p     | 7        | Restaurierung der Orgel von Heinrich Schmidt (1796), die das Werk von Joachim Richborn (1684) erweiterte, Orgelweihe am 4. Juni 2016. |
| 2015      | Borgholzhausen         | Evangelische Kirche                 |      | II/P    | 17       | Sanierung und Neuintonation der Orgel von Förster & Nicolaus Orgelbau hinter dem Prospekt von Hans Henrich Reinking (1653) |
| 2015      | Lübeck                 | Privatbesitz                        |      | I       | 2        | Restaurierung der Orgel eines unbekannten Orgelbauers (um 1960) |
| 2015      | Lübeck                 | Lutherkirche                        |      | II/P    | 22       | Sanierung und Neuintonation der Prinzipalregister und Mixturen, der Sesquialtera und der Zungen der Orgel von E. F. Walcker & Cie. (1986/1990) |
| 2014–2016 | Wallenbrück            | Marienkirche                        |      | II/P    | 20       | Nach Ausbau und Einlagerung der 5 Register aus der Zeit vor 1650 durch Wegscheider blieb das Barockgehäuse auf der Westempore leer; Klein baute den verbleibenden modernen Bestand von 15 Registern samt überholtem und angepasstem technischen Werk von Gustav Steinmann Orgelbau (1976) in ein neues Gehäuse, das ebenerdig im Nordschiff errichtet wurde und in die Empore hineinragt, und ergänzte die fehlenden fünf Register in historischer Bauweise. |
| 2016      | Lübeck                 | St. Andreas (Schlutup)              |      | II/P    | 21       | Sanierung der Orgel von P. Bruhn & Søn (1989) |
| 2016–2017 | Hohen Viecheln         | Dorfkirche Hohen Viecheln           |      | II/P    | 13       | Restaurierung der Orgel von Friedrich Wilhelm Winzer (1859) |
| 2017      | Großsolt               | Evangelische Kirche                 |      | II/P    | 11       | Neubau, 4 Pedalregister aus dem Hauptwerk mit Wechselschleifen |
| 2018      | Ostenfeld (Husum)      | Dorfkirche                          |      | I/p     | 10       | Restaurierung der Orgel von Boye Lorentzen (1776), die 1995 von Lothar E. Banzhaf rekonstruiert wurde |
| 2018–2019 | Boizenburg/Elbe        | Stadtkirche St. Marien              |      | II/P    | 19       | Restaurierung der Orgel von Friedrich Friese III (1892) |
| 2019–2020 | Rabenkirchen-Faulück   | St.-Marien-Kirche                   |      | I/P     | 14       | Restaurierung des historischen Pfeifenwerks und Intonation der Orgel eines unbekannten Orgelbauers (1697) |
| 2020      | Klütz                  | Marienkirche                        |      | II/P    | 20       | Restaurierung der Orgel von Friedrich Wilhelm Winzer (1871) |
| 2020      | Neukirchen-Malente     | St. Johannis                        |      | I/P     | 15       | Sanierung des Pfeifenwerks, Nachintonation der Orgel und Neueinstimmung der Orgel von Hinrich Wiese (1726) |
| 2020–2021 | Breitenburg            | Schloss Breitenburg, Schlosskapelle |      | I/p     | 6        | Restaurierung der Orgel eines unbekannten Orgelbauers (Mitte 18. Jh.) |
| 2022      | Bad Segeberg           | Versöhner-Kirche                    |      | II/P    | 18       | Sanierung der Kemper-Orgel (1969) und großenteils Neuintonation |
| 2022      | Lübeck                 | Petrikirche                         |      | II/P    | 19       | Sanierung der Orgel von Hinrich Otto Paschen (1992) |
| 2022      | Kotzenbüll             | Nikolaikirche                       |      | II/P    | 19       | Abbau, Dokumentation und Rekonstruktion der Orgel von Johann Hinrich Färber (1876) mit Pfeifenbestand von 1500/1740 und Einlagerung der Orgelteile |
| 2023      | Kleinsolt              | St.-Johannes-Kirche                 |      | I/P     | 8        | Sanierung und Neuintonation der Walcker-Orgel (1970er) |

## Schriften
- „Über Pfeifen und Pfötchen“: Eine „Betriebsanleitung“ für die französische Orgel zu Stapelmoor. 2. Auflage. Artline, Wymeer 2005.
- Historische Befunde und Pfeifendokumentation – Methoden zur Untersuchung und Schlussfolgerungen zum Umgang. In: Dirk Jonkanski, Heiko Seidel: Orgellandschaft Schleswig-Holstein. Zur Geschichte und Pflege eines Klang- und Kunstdenkmals. Ludwig, Kiel 2012, ISBN 978-3-86935-141-4, S. 104–114.